# Kūkai

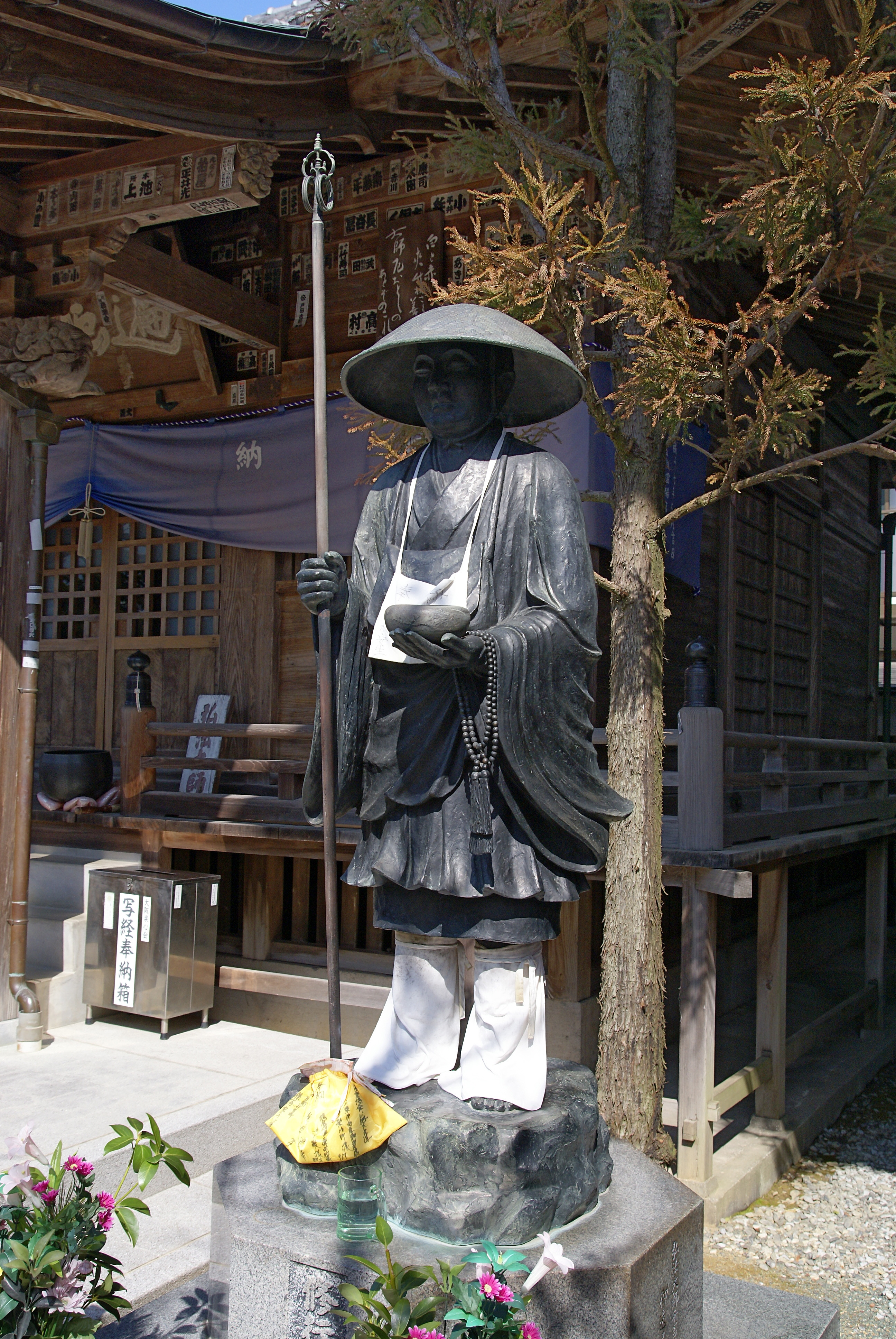
Staty föreställande Kukai vid Zenraku-templet i Kochi

Kūkai, född år 774, död 835, var en japansk munk som grundade den vajrayanabuddhistiska inriktningen Shingon. Utöver detta är han även känd inom många andra ämnesområden, såsom konst, litteratur, kalligrafi, musik, ingenjörskap och arkitektur. Han anses ha grundat det japanska skriftsystemet kana.

## Biografi
Kūkai föddes år 774 (under Naraperioden), i en aristokratisk familj i nuvarande Zentsuji. Hans tidiga utbildning präglades av konfucianism, men när han vid omkring 18 års ålder började på det statliga universitetet i Nagaoka (som då var Japans huvudstad) hade han börjat tröttna på den konfucianska utbildningen. Enligt legenden flyttade han upp i bergen och utförde under flera år diverse esoteriska utövningsformer.
Vid 24 års ålder skrev han sitt första litterära verk, där han jämförde buddhismen med daoismen och konfucianismen. I detta verk framgår det varför han valde att konvertera till buddhismen. Under sin tid som student hade han träffat en buddhistisk präst, som berättat för honom om ett mantra som skulle reciteras en miljon gånger för att utövaren skulle få mirakulöst bra minne och förståelse. Det Kukai gillade med buddhismen var att den lade fram en konkret väg mot upplysning, och inte bara ägnade sig åt teoretisk spekulation. Han ansåg dock att de buddhistiska inriktningar som fanns i Japan då var alltför centrerade kring teoretiska studier av de buddhistiska sutrorna, och inte var tillräckligt förankrade i praktiskt utövande. Därför fortsatte han att själv studera och utöva buddhismen. Vid 24 års ålder fram till 31 års ålder vandrade han mellan berg och heliga buddhistiska platser, studerade buddhistiska skrifter och utövade strikt asketism. Under dessa år kom han över Mahavairocanasutra, en buddhistisk sutra som lade tonvikt på esoteriskt utövande likväl som teoretisk förståelse. För att fördjupa sin förståelse av texten reste Kukai till Kina för att studera texten.
Vid 30 eller 31 års ålder blev han en munk, vilket tillät honom att resa till Kina via Kinas ambassad. Han stannade i Kina i 30 månader, där han studerade indisk buddhism, hinduism, sanskrit, kinesisk konst, kalligrafi och diverse andra konstformer. Han träffade även Hui-kuo, den sjätte patriarken av den esoteriska buddhistiska inriktningen Chen-yen (kinesiska för "Shingon"). Av Hui-kuo mottog Kukai instruktioner för ett flertal esoteriska buddhistiska läror. Kukai blev den åttonde patriarken av Chen-yen (Shingon), efter Hui-kuo.
Vid 33 års ålder (år 806) återvände han till Japan, och tog med sig ett stort antal buddhistiska sutror, buddhistiska målningar, buddhistiska kommenterande verk, kinesisk poesi och verktyg för esoteriska buddhistiska ritualer. Tre år senare blev han kallad av den dåvarande japanska kejsaren till att bo i ett tempel i huvudstaden, och blev under åren administrativt ansvarig för många mycket viktiga buddhistiska tempel i Japan. Han utförde buddhistiska ritualer vid hovet, esoteriska ritualer avsedda att beskydda landet, med mera.
År 816 inledde Kukai byggandet av ett kloster vid berget Kōya. Där dog han vid 61 års ålder, år 835. År 921 fick han postumt titeln Kôbô Daishi ("Stor mästare som spred dharman") av kejsaren Daigo och hans hov.

## Utmärkelser
Asteroiden 6866 Kukai är uppkallad efter honom.